# Слоупстайл
Слоупстайл (на английски: Slopestyle) е състезание по сноуборд или ски, в което състезателите се спускат по специално трасе с различни препятствия - възвишения, релси, барели и други видове изкуствено създадени условия за изпълнение на скокове и трикове. Състезателите се спускат по трасето един по един като събират точки в зависимост от това как преминават през препятствията, височината на скоковете им и какви трикове извършват. Трасето е подредено така, че състезателят има много възможности за това какъв трик да изпълни, през кое препятствие да премине и как да ги комбинира. Точките се присъждат от съдийска колегия.
Дисциплината води началото си от състезания по BMX и скейтборд, като напълно успешно се пренася в зимните спортове – ски и сноуборд.

## Слоупстайл като олимпийски спорт
Слоупстайлът за скиори и сноубордисти е в програмата на зимните олимпийски игри от олимпиадата в Сочи през 2014 година.
Сейдж Коценбърг е първият олимпийски шампион в сноуборд слоупстайла при мъжете, а Джейми Андерсън – при жените, и двамата от САЩ. Първите олимпийски шампиони в ски слоупстайла са американецът Джос Кристенсен при мъжете и Дара Хауел от Канада при жените.
На Олимпиадата в ПьонгЧанг през 2018 година златен медал взима 17-годишният Редмънд Джерард (САЩ) в сноуборд слоупстайл (мъже), а Джейми Андерсън защитава титлата си в сноуборда слоупстайл (жени).

## Оценяване
По време на състезание, съдиите формират оценката си върху:
- Височина на скоковете
- Ниво на трудност на триковете
- Изпълнението на триковете
- Общо представяне и стил на състезателя